# خوخ إفريقي
خوخ أفريقي أو برقوق أفريقي (الاسم العلمي:Prunus africana) هو نوع من النباتات يتبع جنس الخوخ من الفصيلة الوردية. تم وصف هذا النوع من النبات علمياً لأول مرة من قبل جوزف دالتون هوكر وكورنيليس كالكمان سنة 1965.